# The Hype Bros
The Hype Bros fue un tag team de lucha libre profesional que compitió en la WWE. Estuvo compuesto por Zack Ryder y Mojo Rawley.

## Historia

### WWE (2015-2017)

#### NXT Wrestling (2015–2016)
En junio de 2015, Zack Ryder debutó en NXT, formando una alianza con Mojo Rawley, conocidos como The Hype Bros. The Hype Bros pasó a la derrota de Elias Samson y Mike Rallis en el 21 de mayo en las grabaciones de NXT. Tres semanas más tarde, con el dúo oficialmente reconocida como un equipo, derrotaron al equipo de Angelo Dawkins y Sawyer Fulton en 18 de junio. Después de una larga disputa mes con los gustos contra Dash Wilder y Scott Dawson, Jason Jordan y Chad Gable, además de un sinnúmero de victorias sobre los equipos. The Hype Bros se asoció con Enzo Amore y Colin Cassady para derrotar a Gable, Jordan, Wilder y Dawson en una pelea por equipos de 8 hombres en NXT TakeOver: Brooklyn. En la edición del 16 de octubre en NXT, The Hype Bros compitió en un combate por los NXT Tag Team Championship, perdiendo. En la edición del 22 de octubre de NXT, Ryder compitió en una batalla real de 26 hombres para determinar el contendiente número uno por el Campeonato de NXT. Ryder no tuvo éxito, a pesar de que fue uno de los últimos competidores en ser eliminado. En el episodio del 11 de noviembre de NXT, Ryder junto con Rawley se asociaron con Bayley durante un combate por equipos mixtos contra Blake, Murphy y Alexa Bliss, en la que salió victorioso. El 10 de febrero de 2016, en el episodio de NXT, The Hype Bros fueron derrotados por Corey Hollis y John Skyler en una pelea por equipos.

#### SmackDown (2016–2017)
El 19 de julio en SmackDown, Rawley subió al roster principal, siendo elegido en el Draft por Shane McMahon y Daniel Bryan. En Battleground, Rawley apareció para defender a Zack Ryder de los ataques de Rusev.  El 8 de agosto en SmackDown, Ryder y Rawley reaparecieron para defender a American Alpha de The Vaudevillians y The Ascension. El 16 de agosto en SmackDown, derrotaron junto a The Usos y American Alpha a The Vaudevillains, Breezango y The Ascension en un 12-man Tag Team Match. En SummerSlam, nuevamente derrotaron junto a The Usos y American Alpha a The Vaudevillains, Breezango y The Ascension en otro 12-man Tag Team Match. El 23 de agosto en SmackDown, participaron del torneo de clasificación por los inaugurales Campeonatos en Parejas de SmackDown. El 30 de agosto en SmackDown, derrotaron a The Vaudevillains, avanzando a las semifinales. El 6 de septiembre en SmackDown, fueron derrotados por Heath Slater y Rhyno siendo estos últimos en clasificar a la fase final del torneo. Aunque fueron derrotados, luego se anunció que The Hype Bros se enfrentaría ante The Usos en Backlash por la fase final del torneo en esa misma noche (esto debido a que American Alpha fue retirado del torneo debido a la lesión de Chad Gable, provocada por The Usos).
El 28 de noviembre en SmackDown, luego de ser derrotados por The Bludgeon Brothers (Harper & Rowan), Rawley cambio a heel traicionando a Zack Ryder así disolviéndose su equipo oficialmente.

## En lucha
- Movimientos finales
  - Hype Ryder (combinación de Leg Lariat (Ryder) / Spinebuster (Rawley))
- Movimientos final de Ryder
  - Rough Ryder (Jumping leg lariat)
  - ElBro Drop (Diving elbow drop)
- Movimientos final de Rawley
  - Tilt-a-whirl Powerslam -2017 - presente